# Hochstraße Lenneberg
| Hochstraße Lenneberg                           | Hochstraße Lenneberg        |
| ---------------------------------------------- | --------------------------- |
| Verkehrsbeeinflussungsanlage an der AS Mombach |                             |
| Basisdaten                                     |                             |
| Ort:                                           | Mainz-Mombach               |
| Verwendung:                                    | Autobahnbrücke              |
| Bauzeit:                                       | 1962–1964                   |
| Architekt:                                     | Gerd Lohmer                 |
| Konstruktionstyp:                              | Balkenbrücke mit Hohlkasten |
| Instandsetzung:                                | 1997–2000                   |
| Technische Daten                               |                             |
| Länge:                                         | 949 m                       |
| Breite:                                        | 26 m                        |
| Höhe:                                          | xx m                        |
| Baustoff:                                      | Stahl, Beton                |

Die Hochstraße Lenneberg ist eine 949 Meter lange, insgesamt vierstreifige Autobahnbrücke der A 643.
Die Brücke zwischen dem Naturschutzgebiet „Mainzer Sand“ und der Schiersteiner Brücke besteht aus 31 Feldern, die das Mombacher Ober- und Unterfeld überspannen. Erbaut wurde die Hochstraße zwischen 1962 und 1964 als Bundesstraße ohne Standstreifen. Die Anschlussstelle Mombach gehört zu den wenigen Anschlussstellen in Deutschland, die auf einer Brücke liegen. Zugleich ist die Anschlussstelle auch der direkte Übergang in die Schiersteiner Brücke.
Bis Anfang März 2008 herrschte auf der Brücke eine Geschwindigkeitsbegrenzung auf 100 km/h. Strukturschäden an der benachbarten Schiersteiner Brücke haben dazu geführt, dass die Höchstgeschwindigkeit auf 80 km/h in Fahrtrichtung Wiesbaden verringert wurde. Ab Anschlussstelle Mombach in Fahrtrichtung Gonsenheim lag die Begrenzung ursprünglich auf 100 km/h. Im Rahmen der Notwendigen Bauarbeiten wurde diese ab 2015 wieder auf 80 km/h herabgesetzt. Diese Regelung wird bis zum Neubau von Nachfolgebauwerken Bestand haben. Seit August 2024 müssen Lkw bis 44 Tonnen auf der Brücke mindestens 50 Meter Abstand halten und dürfen nicht überholen. Das gilt auch, wenn sich ein Stau bildet. Für Großraum- und Schwertransporte (GST) gilt ein komplettes Fahrverbot.

## Brückenverlauf
Die Brücke wurde ursprünglich für eine über sie führende Bundesstraße gebaut, so dass es an der besagten Anschlussstelle nur sehr kurze Beschleunigungs- und Verzögerungsstreifen gibt. Dafür wurden jedoch mehrere Beleuchtungsanlagen angebracht, um die Anschlussstelle auszuleuchten. Aus Kostengründen bleiben diese heute allerdings dunkel. Ebenfalls an der AS Mombach befinden sich zwei Verkehrsbeeinflussungsanlagen, diese sind jedoch ebenfalls (ungefähr seit Ende der 1980er Jahre) außer Betrieb.
Des Weiteren verfügt die Brücke über keinen Standstreifen, was bei Verkehrsunfall oder Autopannen unweigerlich sofort zum Stau führt, da rund 80.000 Fahrzeuge täglich über die Brücke fahren.

## Sperrung der Brücke (2015)
Die Hochstraße Lenneberg und die Schiersteiner Brücke wurden am 10. Februar 2015 um etwa 22:00 Uhr nach Feststellung erheblicher Sicherheitsmängel gesperrt. Durch einen geneigten Pfeiler und ein herausgesprungenes Stahllager hat sich die Fahrbahn etwa 30 cm abgesenkt. An der Brücke entstanden dadurch Risse. In Folge der Sperrung kam es in der gesamten Region Mainz/Wiesbaden zu einem Verkehrschaos.
Am 16. Februar 2015 wurde die Brücke zwischen den Anschlussstellen Gonsenheim und Mombach in beiden Richtungen, auf der Fahrtrichtung Wiesbaden, wieder für den Verkehr freigegeben, um zumindest den Lastwagenverkehr zum Industriegebiet in Mombach und der Neustadt nicht mehr durch die Innenstadt von Mainz führen zu müssen. Hierzu wurde die Abfahrt von Gonsenheim kommend auch zur Auffahrt ummarkiert und die zugelassene Höchstgeschwindigkeit auf 40 km/h in beiden Richtungen herabgesetzt, um den Verkehr möglichst weit von der betroffenen Stelle entfernt auf die Hochstraße leiten zu können. Seit dem 12. April 2015 ist die reguläre Auffahrt von Mombach nach Gonsenheim wieder in Betrieb. Lediglich die Abfahrt von Wiesbaden nach Mombach ist weiterhin geschlossen. Verkehrsteilnehmer müssen an der Anschlussstelle Gonsenheim im neu gebauten Kreisel drehen, um nach Mombach zu kommen. Dies war bis zur Fertigstellung der neuen Schiersteiner Brücke im Sommer 2023 notwendig.

## Geplanter Neubau
Nach derzeitigem Planungsstand soll eine neue dreistreifige Brücke rheinabwärts parallel zur bestehenden Schiersteiner Brücke und zur Hochstraße Lenneberg erbaut werden, so dass die beiden Anschlussstellen Äppelallee und Gonsenheim jeweils den Ausgangspunkt hierfür bilden sollen. Die AS Mombach wird ebenfalls angeschlossen. Erst nach der Fertigstellung der neuen Brücke soll die alte Schiersteiner Brücke bis auf die Stützpfeiler abgerissen werden. Die Stützpfeiler sollen dann eine weitere dreistreifige Autobahnbrücke tragen.
Von Naturschutzverbänden wurde eine Übertunnelung der Autobahn in Höhe des Naturschutzgebietes Mainzer Sand vorgeschlagen, das höchsten Schutz auf europäischer Ebene genießt, denn es ist als FFH- und als EU-Vogelschutzgebiet ausgewiesen. Die Autobahn hat das intakte Gebiet zweigeteilt. Diese Variante wurde 2011 verworfen.
Auch das Naturschutzgebiet Mombacher Rheinufer wird durch die möglichen Baumaßnahmen betroffen. Die dort liegenden Wiesen dienen unter anderem den Weißstörchen in der Region als wichtige Nahrungsbiotope.

## Bilder

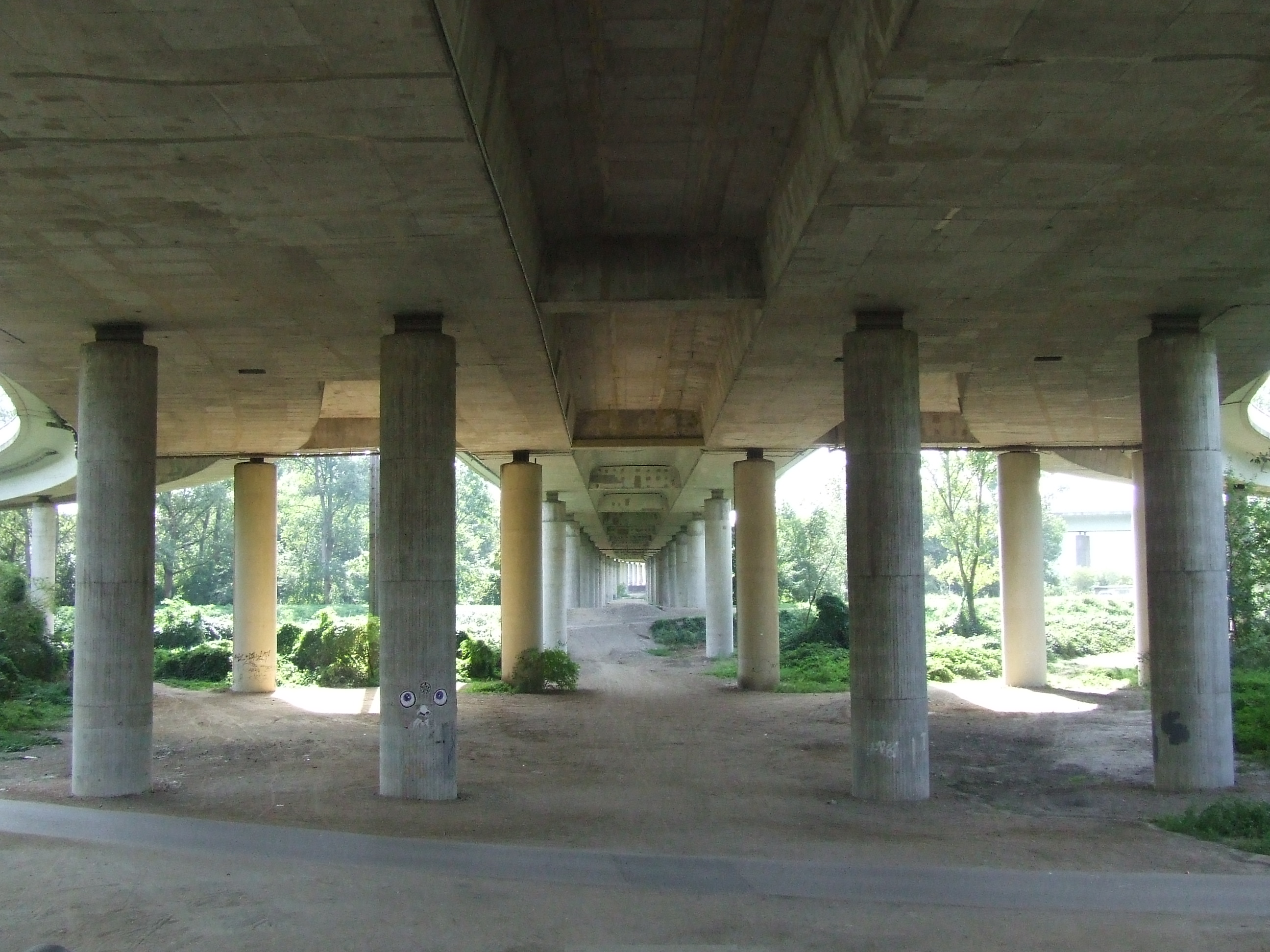
Alte Anschlussstelle Mombach von unten (Aufnahme von 2006)
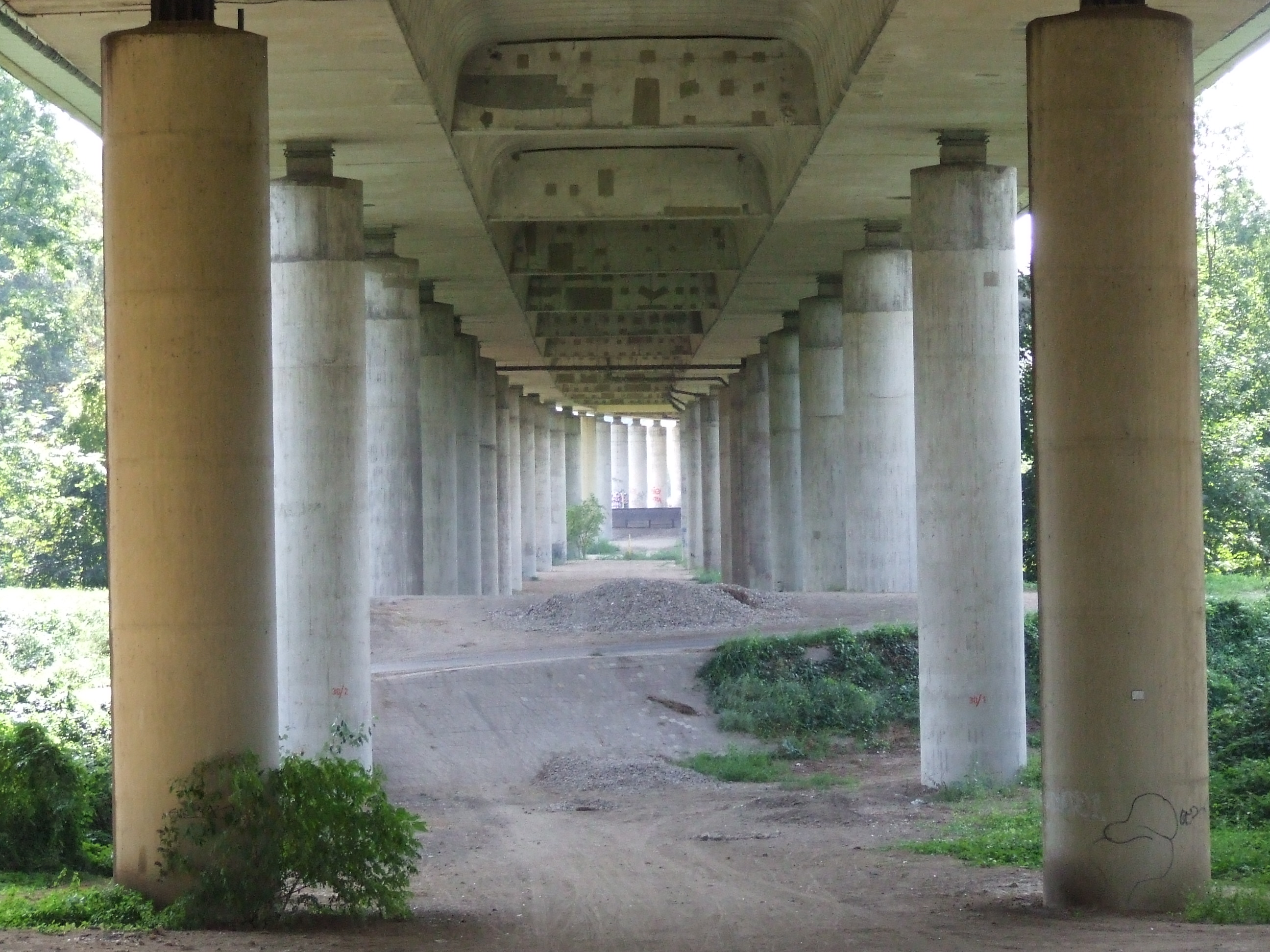
Hochstraße Lenneberg …
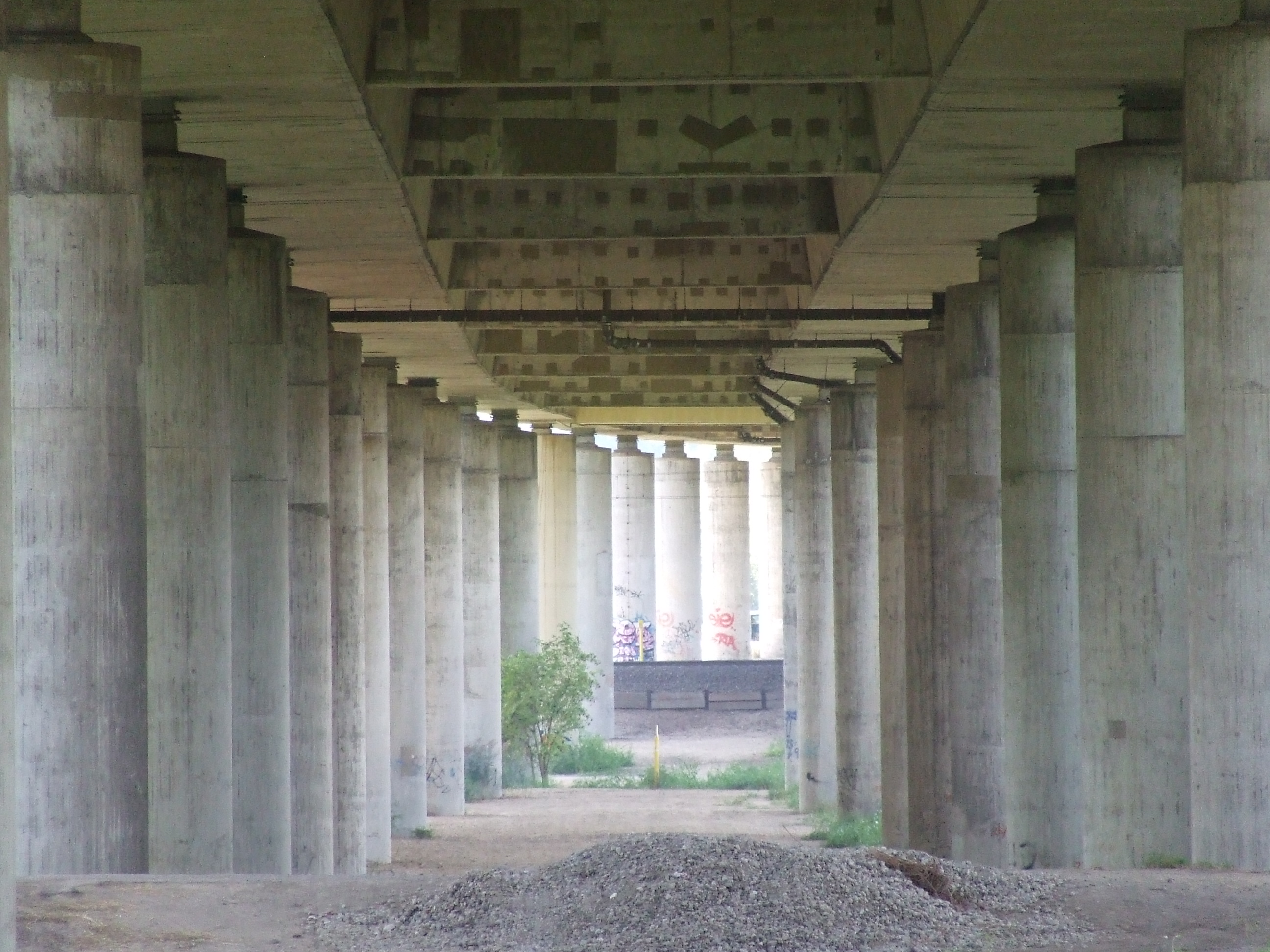
… im Hintergrund die Gleisanlagen der linksrheinischen Eisenbahnstrecke